# Poison City
Poison City (有害都市, Yūgai toshi) est un manga de Tetsuya Tsutsui, réalisé en collaboration avec les éditions Ki-oon. Il est prépublié entre avril 2014 et octobre 2015 dans le magazine Jump Kai avant d'être transféré dans le Tonari no Young Jump et publié en volumes reliés par l'éditeur Shūeisha. La version française est éditée par Ki-oon.

## Synopsis
Alors que le gouvernement japonais s'apprête à accueillir les Jeux olympiques d'été de 2020, un jeune adolescent commet un meurtre, semblable au manga Innocence. Le gouvernement décide donc de monter un comité dont le but est de surveiller et de censurer le contenu violent dans les arts, comme les jeux vidéo ou la littérature, pouvant être caractérisés de nocifs pour la jeunesse. C'est dans ce contexte que Mikio Hibino, jeune mangaka, décide de publier une œuvre d'horreur réaliste et dérangeante...

## Personnages
Mikio Hibino (日比野 幹雄, Hibino Mikio)
Jeune mangaka de 32 ans, il est l'auteur de Dark Walker, un manga d'horreur. Cependant, son œuvre va à l'encontre des normes morales établies par le comité d'assainissement de la culture japonaise. Il se retrouve contraint d'être censuré et voit son premier chapitre considéré comme « nocif ».
Tadamine Hida (比嘉 忠岑, Hida Tadamine)
Responsable éditorial au « Weekly Young Junk  » et ami de Mikio Hibino, il mange pour pallier le stress du travail, devenant obèse. Depuis la mise en place de la loi pour l'assainissement de la culture, il reçoit de nombreuses plaintes sur le contenu des mangas qu'il publie.
Shingo Matsumoto (松本 慎吾, Matsumoto Shingo)
Ancien mangaka et auteur à succès, il a écrit Innocence à l'origine de la loi contre le contenu violent. Il a subi une réforme de personnalité afin qu'il n'écrive plus ce genre de contenu. Depuis, il vit sous un pseudonyme et se content de faire l'adaptation animée d'un autre manga.
Osamu Furudera (故寺 修, Furudera Osamu)
Ancien Ministre de l'Éducation, de la Culture, des Sports, de la Science et de la Technologie, il est à la tête du comité qui juge les œuvres. Il est convaincu que la jeunesse est pervertie par le contenu violent et/ou sexuel de l'art. Il est toujours soutenu par les membres du comité et son avis n'est jamais remis en cause. Cependant, il déteste secrètement les mangas depuis que, cinq ans plus tôt, son fils a décidé de quitter l'université afin de devenir mangaka.
Yukiwo Toda (戸田 ユキヲ, Toda Yukio)
Dramaturge et romancier, il fait partie du comité. Toutefois, il est plus nuancé dans ses propos et cherche à éviter l'abus de censure de ses pairs. Il quitte son poste dégoûté des autres membres du comité. C'est lui qui découvre que les médias truquent les informations pour leurs intérêts.
Alfred Brun (アルフレッド・ブラウン, Alfred Brun)
Directeur éditorial américain, il souhaite traduire Dark Walker en anglais afin de la diffuser largement. Il est particulièrement touché par la censure au Japon car son oncle Harvey Gaines a été détruit par le Comics Code Authority. Il donne à Mikio la manière dont les oeuvres sont jugées.

## Création de l'œuvre
Dès 2007, Tetsuya Tsutsui faisait part au magazine AnimeLand de son désir de traiter du « comic-bashing » mené par le Comics Code Authority, un lobby américain issu du maccarthysme accusant la bande dessinée de mauvaise influence sur la jeunesse. Cependant, le projet de Poison City prend corps à la suite d'une expérience personnelle de l'auteur. En effet, en 2009, son œuvre Manhole est classée « œuvre nocive pour les mineurs » pour  « incitation considérable à la violence et à la cruauté chez les jeunes » par l'agence pour l'enfance et l'avenir du département de Nagasaki. N'ayant pas été averti du communiqué de l'agence, l'auteur apprend la nouvelle seulement en 2013, et décide de se déplacer pour rencontrer la commission responsable de ce choix. Il en résulte que l'œuvre est censurée non pas par rapport aux thèmes abordés, mais sur l'aspect visuel,.

## Analyse
Pour Libération, si « avec une approche aussi frontale de sa propre situation, on pourrait craindre que Tsutsui tombe dans la vindicte un peu bas du front », Poison City se révèle au contraire un plaidoyer efficace pour la liberté d'expression en prenant pour exemple les « petites dérives » et en prenant le point de vue des auteurs plutôt que celui des censeurs : « il scrute les compromis que chacun accepte et cet instinct de préservation qui pousse à l'autocensure ».

## Publication
Deuxième collaboration entre Tetsuya Tsutsui et l'éditeur français Ki-oon, le manga est prépublié au Japon à partir du 10 avril 2014 dans le magazine Jump Kai. À la suite de la disparition du magazine en octobre 2014, la série est transférée dans le magazine en ligne Tonari no Young Jump. Le dernier chapitre est publié le 9 octobre 2015.
La version française est publiée par Ki-oon en deux volumes sortis respectivement le 12 mars 2015 et le 18 décembre 2015, en édition standard et édition grand format dans la collection « Latitudes » de l'éditeur.

### Liste des volumes
| no | Français         | Français                                        | Japonais         | Japonais          |
| no | Date de sortie   | ISBN                                            | Date de sortie   | ISBN              |
| --- | ---------------- | ----------------------------------------------- | ---------------- | ----------------- |
| 1 | 12 mars 2015     | 978-2-35592-791-1 978-2-35592-792-8 (Latitudes) | 17 avril 2015    | 978-4-08-890046-9 |
| Liste des chapitres : - Chapitre 1 : Incident - Chapitre 2 : Les sages - Chapitre 3 : Ordre de retrait - Chapitre 4 : Auteur « nocif » - Chapitre 5 : Encreur - Chapitre 6 : Reprise - Chapitre 7 : Le « Comics Code » - Chapitre 0 : Cinq ans plus tôt |                  |                                                 |                  |                   |
| 2 | 10 décembre 2015 | 978-2-35592-896-3 978-2-35592-895-6 (Latitudes) | 18 décembre 2015 | 978-4-08-890253-1 |
| Liste des chapitres : - Chapitre 8 : Échappatoire - Chapitre 9 : Une lettre vielle de 70 ans - Chapitre 10 : Fahrenheit 451 - Chapitre 11 : Sacrifice - Chapitre 12 : La violence du bon droit - Chapitre 13 : Les auteurs - Chapitre 14 : De quoi avons-nous si peur ? - Chapitre 15 : Le miracle de la classe CM2-3 - Chapitre 16 : Lettre aux générations futures |                  |                                                 |                  |                   |

## Distinctions
En 2015, le manga remporte le Prix Asie ACBD.

### Édition française
1. 1 2  Tome 1
2. ↑  Tome 1 Latitudes
3. 1 2  Tome 2
4. ↑  Tome 2 Latitudes

### Édition japonaise
1. 1 2  (ja) Tome 1
2. 1 2  (ja) Tome 2